# Zaprochilus ninae
Zaprochilus ninae é uma espécie de insecto da família Tettigoniidae.
É endémica da Austrália.